# بیلا شیتسک
بلا شیک (مجاری: Béla Schick؛ ۱۶ ژوئیهٔ ۱۸۷۷ – ۶ دسامبر ۱۹۶۷) یک دانشمند در زمینه پزشکی کودکان اهل مجارستان بود. او در سال ۱۹۰۶ میلادی اصطلاح آلرژی، برای توصیف واکنش‌ها با حساسیت‌های بسیار بالا را مطرح نمود. او همچنین ابداع‌کننده آزمایش شیک است. در این تست مشخص می‌شود یک شخص در خصوص بیماری دیفتری مستعد و پذیرا هست یا خیر.